# Пшикоп (Ольштинський повіт)
Пшикоп (пол. Przykop, нім. Grabenau) — село в Польщі, у гміні Пурда Ольштинського повіту Вармінсько-Мазурського воєводства.
Населення — 268 осіб (2011).
У 1975-1998 роках село належало до Ольштинського воєводства.

## Демографія
Демографічна структура станом на 31 березня 2011 року:
|          | Загалом | Допрацездатний вік | Працездатний вік | Постпрацездатний вік |
| -------- | ------- | ------------------ | ---------------- | -------------------- |
| Чоловіки | 135     | 22                 | 104              | 9                    |
| Жінки    | 133     | 28                 | 89               | 16                   |
| Разом    | 268     | 50                 | 193              | 25                   |